# Horia (Neamţ)
Horia é uma comuna romena localizada no distrito de Neamţ, na região de Moldávia. A comuna possui uma área de 40.29 km² e sua população era de 7148 habitantes segundo o censo de 2007.